# 고 (2001년 영화)
《고》(Go)는 일본에서 제작된 유키사다 이사오 감독의 2001년 드라마, 액션, 코미디 영화이다. 쿠보즈카 요스케 등이 주연으로 출연하였고 사토 마사오 등이 제작에 참여하였다. 재일 한국인 작가 가네시로 가즈키의 동명 소설을 원작으로 한 영화로서 재일 한국인 소년의 연애담을 다루고 있다.

## 출연

### 주연
- 쿠보즈카 요스케
- 시바사키 코우
- 오타케 시노부
- 야마자키 츠토무

### 조연
- 아라이 히로후미
- 오타케 시노부
- 야마모토 타로

## 기타
- 원작자: 가네시로 카즈키
- 미술: 와다 히로시